# Коорвере
Коорвере (ест. Koorvere), місцева назва Куурвере (ест. Kuurvere) — село в Естонії, входить до складу волості Вастсе-Куусте, повіту Пилвамаа.